# Mars 1999

## Événements
- 2 mars : décès de Dusty Springfield, chanteuse (° 16 avril 1939)
- 3 mars : OPE de la BNP sur la Société générale et Paribas. Le rejet par ces deux dernières (le 6 avril) de l'OPE marque le début d'une longue bataille boursière et médiatique.

- 6 mars : Ta Mok, surnommé « le Boucher », dernier chef militaire des Khmers rouges, encore en fuite, est arrêté par l'armée cambodgienne, près de la frontière thaïlandaise.
- 7 mars, (Formule 1) : Grand Prix automobile d'Australie.
- 7 mars : décès de Stanley Kubrick, réalisateur  (° 26 septembre 1928)
- 8 mars : décès de Joe DiMaggio, joueur de baseball (° 25 novembre 1914)
- 9 mars : décès de Harry Somers, compositeur (° 11 septembre 1925)
- 11 mars : démission d'Oskar Lafontaine de ses postes de ministre des finances de la République fédérale d'Allemagne et de président du SPD. Marqué à gauche, son départ montre l'orientation libérale du gouvernement social démocrate de Gerhard Schröder

- 12 mars : 
  - admission de la Pologne, de la Hongrie et de la République tchèque dans l'OTAN
  - Décès de Yehudi Menuhin, violoniste américain (° 22 avril 1916)
- 15 mars : 
  - démission de l'ensemble de la Commission européenne (présidée par Jacques Santer) à la suite de la révélation d'abus de certains de ses membres.
  - reprise et échecs des négociations de Rambouillet sur l'avenir du Kosovo (15-19 mars), cette fois ci ce sont les Serbes et eux seuls qui font échouer la conférence, l'UCK ayant accepté le simple statut d'autonomie pour la province
  - décès de Harry Callahan, photographe américain (° 22 octobre 1912)
- 21 mars : atterrissage de Breitling Orbiter 3 en Égypte après 19 jours, 21 heures et 47 minutes pour le premier tour du monde en ballon. Piloté par Bertrand Piccard et Brian Jones il était parti le 1er mars de Château-d'Œx en Suisse.

- 23 mars : 
  - l'OTAN ordonne le début de frappes aériennes sur la Serbie
  - les pays de l'OPEP décident de réduire leur production, dès le 1er avril, pour une durée d'un an. Les prix du brut remontent.
- 24 mars : 
  - l'Italien Romano Prodi succède au Luxembourgeois Jacques Santer à la présidence de la commission européenne.
  - début des frappes aériennes de l'OTAN sur la Serbie (24 mars-9 juin); immédiatement se déclenche un afflux de réfugiés kosovars vers les pays voisins. La Russie suspend sa coopération avec l'OTAN
  - Incendie du tunnel du Mont-Blanc
- 26 mars : 
  - début des frappes aériennes de l'OTAN sur les forces serbes stationnées au Kosovo
- 27 mars :
  - Louis Schweitzer, le PDG de Renault, et Yoshikazu Hanawa, son homologue de Nissan, scellent une alliance stratégique à Tokyo par laquelle Renault acquiert 36,8 % du capital de Nissan.
  - Un F-117 américain est abattu par les Serbes.
- 29 mars : le FMI débloque 5 Md $ en faveur de la Russie.